# Monument & fornuft - om bygning og tanke, rum og lys
|  | Denne artikel er oprettet af botten PalnaBot ud fra en ekstern database. Den kan derfor have sproglige fejl eller mangler. Denne skabelon kan fjernes efter kontrol af indholdet. |

Monument & fornuft - om bygning og tanke, rum og lys er en dokumentarfilm instrueret af Allan de Waal efter manuskript af Allan de Waal.

## Handling
Før huse bliver bygget, bliver de tegnet. Nogen tænker over, hvordan de skal se ud og kunne bruges. Så bliver de opført og taget i anvendelse, og de bedste bliver stående i flere hundrede år. I videoen "Monument & Fornuft" er der både gamle og nye flotte danske arkitektureksempler. Fem af bygningerne er gjort færdige i 1990'erne og ses i programmet under opførelse og ved tegnebordet, hvor fem yngre arkitektfirmaer gør sig deres overvejelser. Det er et kraftværk ved Horsens, et museum på polarcirklen, en retsbygning i Holstebro, en byfornyelse på Østerbro og en gruppe ældreboliger på Frederiksberg. Kameraet bevæger sig mellem vægge og søjler, og videoen lukker øjnene op for lyset og rummet i bygningskunsten, mellem år og dag og fra time til time.